# Karina Ignatján
Karina Ignatján (örményül: Կարինա Իգնատյան) (Kaluga, 2006. július 7. – ) örmény énekes. Ő képviselte Örményországot a 2019-es Junior Eurovíziós Dalfesztiválon Gliwicében, a Colours of Your Dream című dallal.

## Zenei karrierje
2017-ben részt vett az orosz The Voice tehetségkutató műsor gyermek változatában, ahol a meghallgatáson Dima Bilan csapatába jutott tovább, azonban a párbajkörben kiesett.
2019. szeptember 3-án az Örmény Közszolgálati Televízió (APMTV) bejelentette, hogy az énekesnő is bekerült a Depi Mankakan Evratesil nemzeti döntő tíz előadója közé, akikkel a Junior Eurovíziós Dalfesztiválra való kijutásért küzdhet. A szeptember 15-én tartott örmény döntőben végül a zsűri 88 ponttal az második helyre, míg a nézők 50 ponttal az első helyre szavazták, így összesítésben 138 ponttal megnyerte a dalválasztó műsort és ő képviselhette Örményországot a Junior Eurovíziós Dalfesztiválon. A dalt a november 24-én rendezett döntőben adta elő, a fellépési sorrend szerint tizenötödikként a Hollandiát képviselő Matheu Dans met jou című dala után és a Portugáliát képviselő Joana Almeida Vem comigo című dala előtt. A szavazás során a zsűrinél összesítésben a nyolcadik helyen végzett 70 ponttal, míg az online szavazáson a tizenegyedik helyen végezett 45 ponttal, így összesítésben 115 ponttal a verseny kilencedik helyezettje lett.
2021-ben a párizsi Junior Eurovíziós Dalfesztiválon ő ismertette az örmény zsűri pontjait. 2022. november 18-án az APMTV bejelentette, hogy Karina lesz a Jerevánban megrendezésre kerülő 2022-es Junior Eurovíziós Dalfesztivál társműsorvezetője Iveta Mukuchyan és Garik Papoyan mellett.

## Diszkográfia

### Kislemezek
- Happy Birthday (2019)
- Colours of Your Dream (2019)
- Be Yourself (2020)
- Hayreniqs (2021)
- Khaghtem (2021)